# Luis Aguirrebeña
Luis Aguirrebeña Gabiola (ur. 26 sierpnia 1915 w Santiago, zm. ?) – chilijski piłkarz wodny, olimpijczyk z Londynu w 1948.
Zagrał w reprezentacji Chile podczas letnich igrzysk olimpijskich w 1948. Jego drużyna po dwóch przegranych odpadła wówczas w 1. rundzie turnieju zajmując 13.–18. miejsce. W reprezentacji Chile wystąpił również jego brat Pedro.